# Gries (Allemagne)
Pour les articles homonymes, voir Gries (homonymie).
Gries est une municipalité de l'arrondissement de Kusel, en Rhénanie-Palatinat, dans l'ouest de l'Allemagne.